# Hệ sao
Hệ sao hoặc hệ thống sao là số lượng nhỏ các ngôi sao cùng một quỹ đạo, và bị ràng buộc bởi lực hấp dẫn. Một số lượng lớn các ngôi sao bị ràng buộc bởi lực hấp dẫn thường được gọi là một cụm sao hay thiên hà, tuy nhiên nếu nói chung người ta vẫn gọi là các hệ sao.

## Các hệ sao đôi
Hệ sao có 2 ngôi sao được xem là hệ sao đôi. Nếu không có các tác động của lực thủy triều, không có sự chuyển đổi khối lượng từ ngôi sao này sang ngôi sao kia, không có sự xáo trộn bởi các lực tương tác khác, quỹ đạo của 2 ngôi sao là một quỹ đạo tuyệt đối theo thời gian.
Một số hệ sao đôi đó là Sirius, Procyon và Cygnus X-1. Ngoài ra, hệ sao đôi còn có dạng đặc biệt đó là sự kết hợp của một ngôi sao và một lỗ đen.

## Các hệ sao điển hình

### Hệ sao đôi
- Sirius, một sao đổi chứa một sao loại A và một sao lùn trắng.
- Procyon, tương tự Sirius.
- Hệ sao Mira, hệ sao biến (variable star)
- Delta Cephei, hệ sao biến cepheid
- Epsilon Aurigae, hệ sao đôi eclipse

### Hệ ba sao
- Polaris
- Alpha Centauri[2]
- HD 188753[3]

### Hệ bốn sao
- 4 Centauri[4]
- Mizar là sao đôi được khám phá đầu tiên vào năm 1650 bởi Giovanni Battista Riccioli[5]tr.1[6] nhưng nó được quan sát lại bởi Benedetto Castelli và Galileo.[cần dẫn nguồn] Sau đó, quang phổ của các thành phần của hệ sao là Mizar A và B cho thấy chúng là 2 hệ sao đôi con.[7]
- HD 98800

### Hệ năm sao
- 91 Aquarii[Còn mơ hồ  – thảo luận]
- Delta Orionis

### Hệ sáu sao
- Castor[8]
- HD 139691[9]
- Nếu Alcor được xem là một phần của hệ sao Mizar thì toàn bộ chúng có thể xem là hệ sáu sao.

### Hệ bảy sao
- Nu Scorpii[10]